# Liangshan (socken i Kina, Hebei)
Liangshan (kinesiska: 两山乡, 两山) är en socken i Kina. Den ligger i provinsen Hebei, i den norra delen av landet, omkring 240 kilometer öster om huvudstaden Peking. Antalet invånare är 19 065. Befolkningen består av 9 109 kvinnor och 9 956 män. Barn under 15 år utgör 13,0 %, vuxna 15-64 år 75 %, och äldre över 65 år 10,0 %.
Genomsnittlig årsnederbörd är 771 millimeter. Den regnigaste månaden är augusti, med i genomsnitt 202 mm nederbörd, och den torraste är januari, med 3 mm nederbörd.